# روزن‌رانی فشاری تناوبی آلیاژ منیزیم
روزَن‌رانی فشاری تناوبی (به انگلیسی: Cyclic Extrusion Compression) یکی از انواع فرایندهای تغییرشکل مومسان شدید است که برای تولید مواد بالک فوق ریزدانه و نانوساختار به کار گرفته می‌شود. در این فرایند، یک میله با قطرD، از قالبی که قطر داخلی آن در وسط مسیر به d کاهش می‌یابد توسط یک سنبه از بالا فشار داده شده تا از این کانال کوچکتر روزن‌رانده شود. بلافاصله پس از خروج ماده از کانال روزن‌رانی (اکستروژن)، یک سنبه با فشار، نمونه را به سمت بالا فشرده می‌کند ولی فشار سنبه پایین به گونه ای است که مانع از روزن‌رانی ماده به سمت پایین نمی‌شود.
در ادامه اثر فرایند روزن‌رانی فشاری تناوبی آلیاژ منیزیم zk60 برروی بهبود دانه، بهبود ریز ساختار و خواص مکانیکی مورد بررسی قرار می‌گیرد. زمانی که آلیاژ zk60 تحت عملیات حرارتی در دمای ۴۰۰ درجه سانتی گراد و به مدت ۱۰ ساعت و پیرسازی مصنوعی در دمای ۱۵۰ درجه سانتی‌گراد و زمان بیشتر از ۳۰ ساعت قرار می‌گیرد مقدار رسوبات افزایش می‌یابد. نتایج نشان می‌دهد با افزاش تعداد پاس فرایند CEC ریز ساختار به‌طور قابل توجهی بهبود یافته و توزیع اندازه دانه‌ها تمایل دارند همگن شوند. تعداد مرزدانه با زاویه کم (LAGBs) کاهش پیدا کرد و تعداد مرزدانه با زاویه زیاد (HAGBs) افزایش پیدا کرد. به واسطه تغییرات ریز ساختار و تغییرات بافت استحکام تسلیم در فشار(CYS) به‌طور قابل توجهی افزایش پیدا کرده است و استحکام تسلیم در کشش (TYS) به مقدار کمی کاهش پیدا کرده است. انعطاف‌پذیری نیز در تست فشار در مقایسه با تست کشش به مقدار زیادی افزایش پیدا کرده است که بخاطر فشار هیدرو استاتیکی است که در فرایند وجود دارد. بافت اولیه تجزیه شد و بافت جدید گسترش پیدا کرد. پیرسازی مصنوعی در دماهای ۲۰۰ درجه سانتی گراد و ۱۵۰ درجه سانتی گراد به ترتیب درزمان‌های ۲۰–۱۵ و ۳۰ ساعت حجم رسوبات به حداکثر مقدار خودش رسید.

## مقدمه

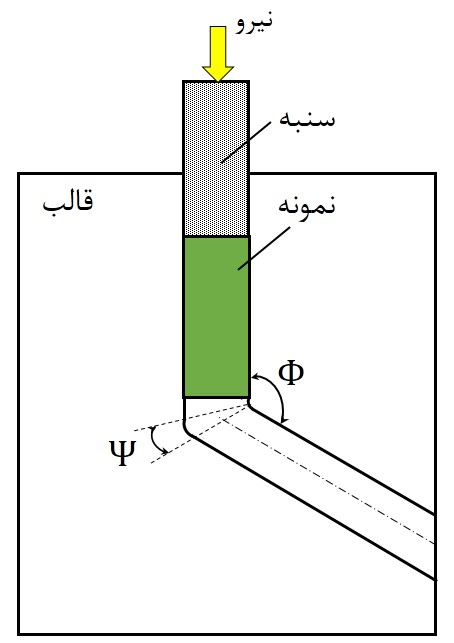
فشار در کانال مساوی زویه دار-یک فرایند SPD

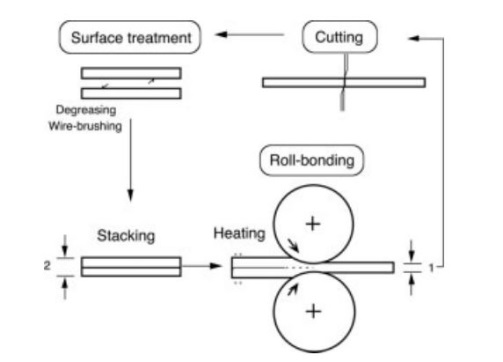
نورد تجمعی-یک فرایند SPD

آلیاژهای منیزیم به دلیل چگالی کم، ماشینکاری خوب، ظرفیت دمپ عالی و ظرفیت بازیابی مطلوب پتانسیل زیادی دارند تا در محدوده وسیعی از صنعت به خصوص صنعت خودرو استفاده شوند. مواد مورد استفاده در صنعت خودرو باید انعطاف‌پذیری زیاد(%El) و استحکام ویژه بالایی داشته باشند تا در مقابل نیروهای برشی یا کشش دچار شکست نشوند؛ بنابراین منیزیم به دلیل انعطاف‌پذیری کم(%El) و استحکام ویژه کم به علت ساختار هگزاگونال (HCP) با سیستم لغزش محدودی که دارد نمی‌توان در صنعت خودرو و کاربرد وسیع از ان استفاده کرد.
رفتار متفاوت منیزیم در کشش و فشار به گونه ایست که استحکام تسلیم فشاری خیلی کمتر از استحکام تسلیم کششی است که این ناشی از بافت و تغییر شکل خاص ساختار هگزاگونال (HCP) در کشش و فشار است.
برای استفاده وسیع از آلیاژ منیزیم (Mg) باید انعطاف‌پذیری و استحکام را افزایش داد. با کنترل بافت و بهبود دانه از طریق فرایندهای شکل دهی شدید (SPD) می‌توان انعطاف‌پذیری را افزایش داد. از مهم‌ترین فرایندهای SPD می‌توان به نورد تجمعی (ARB)، فشار در کانال مساوی زویه دار (ECAP) و فرایند روزن‌رانی فشردن تناوبی (CEC) اشاره کرد. در بین این روش‌ها به نظر می‌رسد فرایند روزن‌رانی فشاری تناوبی (CEC) با اعمال فشار هیدرواستاتیکی بالا برای فلزات با تغییر شکل سخت از جمله منیزیم بسیار مناسب است.
تحقیقاتی که در سال‌های اخیر انجام شده است نشان می‌دهد که با افزایش تعداد پاس فرایند CEC استحکام آلیاژ منیزیم کاهش پیدا کرده است؛ که این نتیجه به‌طور مشابه در فرایند ECAP آلیاژ منیزم (AZ31) و فرایند CEC آلیاژ منیزیم (AZ31) نیز گزارش شده است؛ که دلیل چنین مکانیزمی پیچیده است و ممکن است به دلیل لغزش مرزدانه، تکامل بافت، بهبود دانه، دوقلویی و چگالی نابجایی باشد. تحقیقات بیشتری نیاز است تا ارتباط بین ریز ساختار و خواص مکانیکی را بررسی کند که در این تحقیق ریز ساختار و خواص مکانیکی را بررسی می‌کنیم.

## روش آزمایش
مواد استفاده شده دراین تحقیق آلیاژ تجاری منیزیم zk60 است. ترکیب شیمیایی این آلیاژ ۵٫۵ درصد روی و ۰٫۵ درصد زیرکونیوم و باقی آلیاژ، عنصر پایه منیزیم است.
ابتدا سنبه بالایی را درمی‌آوریم و شمش را وارد محفظه استوانه ای بالا می‌کنیم. میله اکسترود شده به قطر ۲۹٫۵ میلی‌متر و به طول ۴۲ میلی‌متر بریده می‌شود سپس فرایند CEC به وسیله فشاردادن شمش از یک سمت محفظه استوانه ای به قطر D به سمت دیگر محفظه استوانه ای به همان قطر انجام می‌شود، قطر محفظه استوانه ای وسط d است. مقدار کرنش در این روش توسط معادله زیر قابل محاسبه است:
e=2(2n-1)lnD/d
در این تحقیق D و d به ترتیب ۳۰ و ۲۰ میلی‌متر هستند و n تعداد پاس‌های عبور فرایند است. مقدار کرنش در هر پاس ۱٫۶۲ بدست آمد. قبل از انجام فرایند ابتدا قطعه را در دمای ۳۵۰ درجه سانتی گراد آنیل می‌کنند (آنیل کردن به این دلیل است که اندازه دانه درشت شود و ضریب نرخ کرنش افزایش پیدا کند و نابجایی‌ها راحت تر بتوانند حرکت کنند و نیرو لازم برای انجام فرایند نیز کاهش پیدا کند).
در این فرایند قالب را هم در دمای ۲۵۰ درجه سانتی گراد و زمان ۱٫۵ ساعت پیش گرم می‌کنند چون قطعه گرم است و اگر قالب سرد باشد این شیب دمایی بین قالب و قطعه باعت ایجاد تنش پسماند در قطعه می‌شود و قطعه ممکن است در حین کار ترک بخورد یا بشکند. در این فرایند به دلیل اینکه دمای کاری بالا است بین قالب و قطعه از روانساز گرافیت استفاده می‌کنند چون گرافیت در دمای بالا تجزیه نمی‌شود و نمی‌سوزد.
در این فرایند بعد از انجام فرایند قطعه را به سرعت سرد می‌کنند چون در این فرایند هم دما بالا است و هم کرنش داریم که تبلور مجدد دینامیکی اتفاق می‌افتد که باعث می‌شود دانه‌های جدید در مرزدانه قبلی شکل بگیرند و حال اگر قطعه در دمای بالا به آرامی سرد شود دانه جوانه زده در اثر فرایند تبلور مجدد در شت می‌شوند که در این حالت انعطاف‌پذیری افزایش (%El) پیدا می‌کند اما استحکام کاهش پیدا می‌کند در حالی که هدف این است در حین حفظ استحکام  انعطاف‌پذیری (%El) افزایش پیدا کند. سرعت انجام فرایند در این روش ۸ میلی‌متر بر ثانیه است.

## نتایج

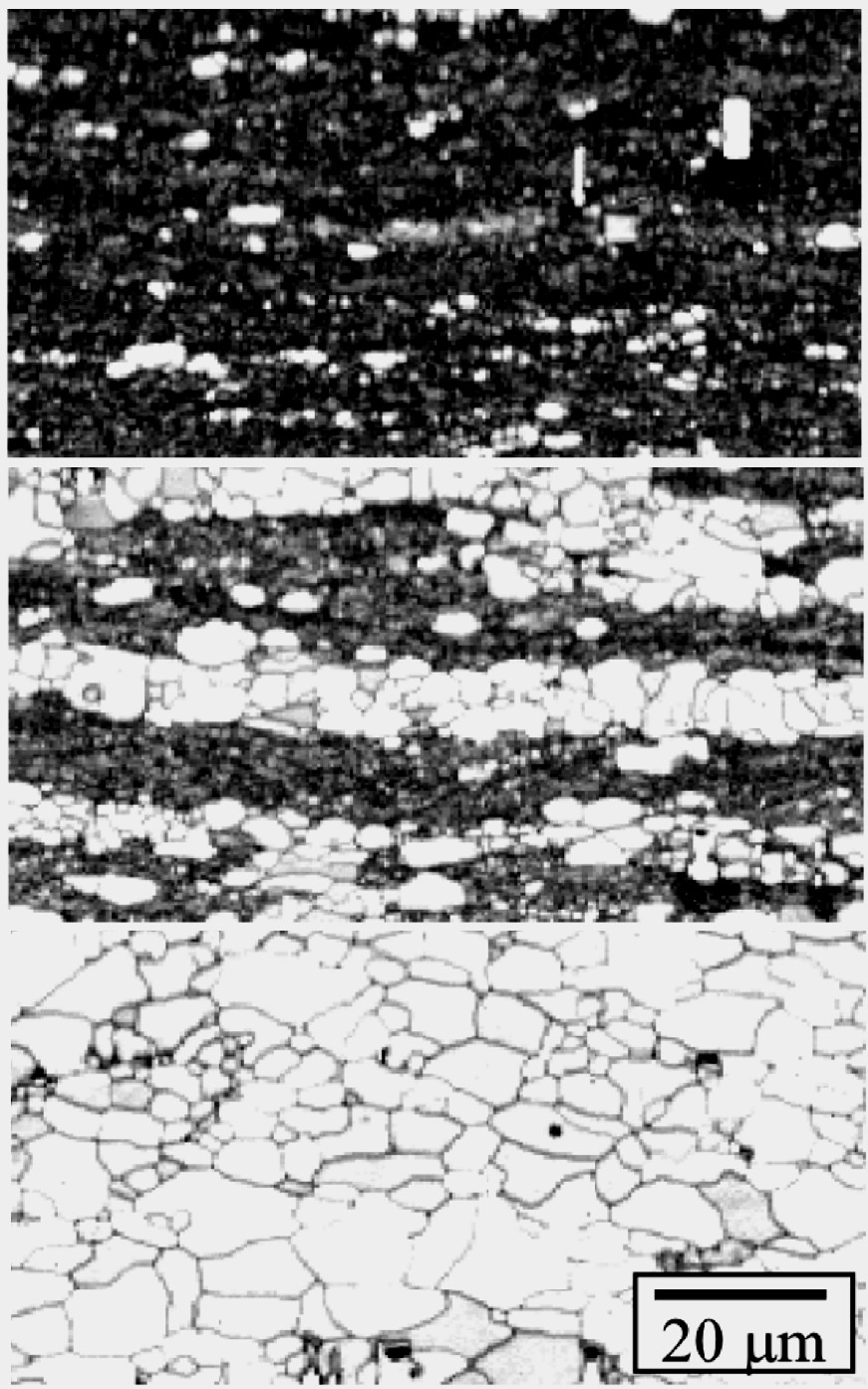
تصویر میکروسکوپی بخش طولی ریز ساختار آلیاژ منیزیم (پایین: قبل از فرایند CEC. بالا: بعد از ۱و۲ پاس فرایند CEC)

### ریز ساختار
شکل پایین تصویر میکروسکوپ نوری بخش طولی ریز ساختار آلیاژ ZK60 قبل و بعد از فرایند CEC با پاس‌های ۱ و ۲ را نشان می‌دهد. تصویر قطعه ZK60 اولیه نشان می‌دهد که دانه‌ها تمایل دارند ناهمگن باشند و دانه‌های ریز و دانه‌های درشت کنار هم قرار گرفته‌اند. تصویر ریزساختار پس از یک پاس CEC نشان می‌دهد که ریزساختار توزیع دو حالته (bimodal) پیدا کرده است، یعنی دانه‌های ریز با اندازه ۳–۶ میکرومتر و دانه‌های درشت با اندازه ۱۵–۲۰ میکرومتر نمایش داده شده‌اند این نوع ریز ساختار (ریز ساختار دو حالته) به احتمال زیاد به وسیله بازسازی دینامیکی جزئی که در طول فرایند تغییر شکل پلاستیک در دمای بالا اتفاق می‌افتد، ایجاد شده است.
تصویر ریزساختار پس از دو و چهار پاس CEC نشان می‌دهد که دانه‌ها به‌طور واضح بهبود یافته‌اند و به‌طور معقول همگن شده‌اند که به واسطه فرایند بازسازی دینامیکی است که دیگر ساختار دو حالته را نداریم و میانگین اندازه دانه بعد از ۴ پاس به ۱٫۴ میکرون رسید. دراین فرایند یک پاس بحرانی وجود دارد که که بعد از ان پاس اندازه دانه دیگر کوچکتر نخواهد شد چون یک بالانس دینامیکی بین رشد دانه و بهبود دانه به‌وجود می‌آید و مکانیزم لغزش تغییر می‌کند یعنی برای تغییر شکل تنشی که به مرزدانه اعمال می‌شود کمتر از تنش اعمال شده به نابجایی‌ها است پس با اعمال کرنش برشی در این فرایند خود مرز دانه روی هم می‌لغزند.

### خواص مکانیکی
با تحلیل منحنی تنش – کرنش آلیاژ ZK60 قبل از فرایند CEC و بعد از ۸ پاس، تحت تست کشش و تست فشار می‌توان دریافت که قبل از فرایند CEC رفتار تنش – کرنش در فشار و کشش کاملاً با هم متفاوت است. استحکام تسلیم در کشش (TYS) خیلی بیشتراز استحکام تسلیم در فشار(CYS) است؛ که مقادیر TYS و CYS به ترتیب ۲۳۸ و ۱۴۱ مگاپاسکال است.
بعد از ۸ پاس فرایند CEC رفتار متفاوت منحنی تنش – کرنش در فشار و کشش به هم نزدیک شد. مقدار استحکام تسلیم در فشار (CYS) به ۲۰۶ مگاپاسکال افزایش پیدا کرد و مقدار استحکام تسلیم در کشش (TYS) به ۱۹۲ مگاپاسکال کاهش پیدا کرد.
علت کاهش استحکام تسلیم در کشش (TYS) غلبه بافت نرم بیش از حد تقویت شده بوسیله تقویت دانه است و علت افزایش استحکام تسلیم در فشار(CYS) به خاطر دوقلویی است، چون دوقلویی فقط تحت کشش موازی محور c یا تحت فشار عمود بر محور c در آلیاژ منیزیم اتفاق می‌افتد. مقدار انعطاف‌پذیری بعد از فرایند هم در تست کشش و هم در تست فشار افزایش پیدا کرده است. به خصوص در تست فشار بد لیل اینکه در تست فشار، فشار هیدرواستاتیک را داریم.

## نتیجه‌گیری
پس از بررسی بافت و خواص مکانیکی توسط ریزساختار، زاویه بین دانه‌ها و عملیات حرارتی محلول در دمای ۴۰۰ درجه سانتی گراد، به مدت ۱۰ ساعت می‌توان نتیجه گرفت:
۱)بعد از ۴ پاس دانه‌ها به‌طور قابل توجهی بهبود پیدا کردند و ساختار همگن بدست آمد و ساختار (bimodal) از بین رفت و بعد از ۴ پاس اندازه دانه‌ها ۱٫۴ میکرون بدست آمد. دراین حالت یک پاس بحرانی داریم که بعد از آن پاس اندازه دانه‌ها کوچک نمی‌شود به این علت که برای تغییر شکل تنشی که به مرزدانه اعمال می‌شود کمتر از تنش اعمال شده به نابجایی‌ها است پس با اعمال کرنش برشی در این فرایند خود مرز دانه روی هم می‌لغزند.
۲)در آلیاژ منیزیم قبل از فرایند CEC مقدار LAGBs خیلی بیشتر از HAGBs بود اما پس از ۸ پاس فرایند CEC مقدار LAGBs کاهش %۵۸٫۱ پیدا کرد و مقدار HAGBs افزایش %۹۸٫۱ پیدا کرد.
۳)زمانی که آلیاژ ریخته‌گری شده Zk60 در معرض عملیات حرارتی محلول در دمای ۴۰۰ درجه سانتی گراد برای ۱۰ ساعت قرارگرفت و بعد پیرسازی مصنوعی در دمای ۲۰۰ درجه سانتی گراد برای زمان‌های مختلف قرار گرفت مقدار ذرات رسوب کرده در بازه ۱۵–۲۰ ساعت به مقدار پیک خودش می‌رسد و بعد از آن مقدارش کاهش پیدا می‌کند.
۴)با تغییر روش روزن‌رانی از مستقیم به غیر مستقیم مقدار ناهمسانگردی کمی کاهش پیدا کرد اما در روش CEC به واسطه تغییرات بافت و بهبود دانه مقدار اختلاف استحکام تسلیم در فشار (CYS=206Mpa) و کشش (TYS=192Mpa) تقریباً ناچیز شده است و به همین دلیل در فرایند CEC ناهمسانگردی تقریباً نداریم.